# Var är min syster?
Var är min syster? är en svensk skönlitterär bilderbok skriven och illustrerad av Sven Nordqvist utgiven på Opal förlag 2007. Två andliga uppföljare är Nordqvists Hundpromenaden, som publicerades 2018, och Vägen hem, som publicerades 2023.

## Handling
Lillebror kan inte hitta sin syster, därför går han till gamla kloka farbrorn för att få hjälp. Tillsammans ger de sig av i en luftballong för att söka rätt på henne. Lillebror måste hela tiden leva sig in i hur storasyster tänker och känner så att han kan leta på de rätta ställena. Hon tycker till exempel om att vara bland fåglarna och molnen. De ger sig av genom drömliknande landskap och letar precis överallt för att hitta henne.

## Om boken
Nordqvist hade arbetat med den här boken sedan 1980-talet, för honom var bilderna det viktigaste. Hans första tanke med boken var att göra en bok utan eller med bara lite text. Liksom i de flesta av Nordqvists böcker är bilderna detaljrika och fulla med små figurer och mucklor.

## Utmärkelser
Var är min syster? vann Augustpriset för bästa barn- och ungdomsbok 2008.